# Вергеенко, Алексей Михайлович
Алексей Михайлович Вергеенко (бел. Аляксей Міхайлавіч Вяргеенка; род. 30 марта 1975, Минск) — белорусский футбольный тренер. Сын Михаила Вергеенко.

## Игровая карьера
Воспитанник СДЮШОР «Динамо», первый тренер — Евгений Глембоцкий. Выступал на позиции полузащитника. В качестве футболиста большую часть карьеры провел во второй команде минского «Динамо». За основную команду он выступал только в 1999 году. Несколько лет Алексей Вергеенко играл в низших немецких дивизионах, куда его позвал играть его отец.

## Тренерская карьера
После завершения карьеры игрока вошёл в тренерский штаб солигорского «Шахтёра». В 2009 году некоторое время возглавлял команду. Затем работал на посту главного тренера юношеской сборной. В 2012 году возглавил молодёжную сборную. Но вскоре он покинул свой пост из-за неудовлетворительных результатов.
17 февраля 2017 году был назначен главным тренером ФК «Барановичи».
С 2018 по 2020 год работал главным тренером «Молодечно»

## Образование
В 1998 году окончил БГЭУ, в 2005 году — Институт переподготовки кадров БГУФК. Через год получил тренерскую лицензию категории «А». В 2015 году получил тренерскую лицензию UEFA-PRO.